# Per-Olov Brasar
Per-Olov Brasar (* 30. September 1950 in Falun) ist ein ehemaliger schwedischer Eishockeyspieler, der in seiner aktiven Zeit von 1969 bis 1984 unter anderem für die Minnesota North Stars und Vancouver Canucks in der National Hockey League gespielt hat.         

## Karriere
Per-Olov Brasar begann seine Karriere als Eishockeyspieler in der Nachwuchsabteilung von Leksands IF, für dessen Profimannschaft er von 1969 bis 1977 in der höchsten schwedischen Spielklasse aktiv war – zunächst in der Division 1 und ab der Saison 1975/76 in deren Nachfolgeliga Elitserien. In den Jahren 1973, 1974 und 1975 wurde er mit Leksands IF jeweils Schwedischer Meister. In der Saison 1976/77 wurde er zudem in das schwedische All-Star Team gewählt und er erhielt die Rinkens Riddare-Trophäe als fairster Spieler der Elitserien. Anschließend erhielt der Flügelspieler einen Vertrag als Free Agent bei den Minnesota North Stars, für die er in den folgenden zweieinhalb Jahren in der National Hockey League aktiv war, ehe er am 10. Dezember 1979 im Tausch gegen ein Zweitrundenwahlrecht für den NHL Entry Draft 1981 innerhalb der NHL an die Vancouver Canucks abgegeben wurde. Bei den Kanadiern war er in den folgenden zweieinhalb Jahren ebenfalls Stammspieler und er konnte vor allem in der Saison 1980/81 überzeugen, in der er in insgesamt 83 Spielen 63 Scorerpunkte, davon 22 Tore, erzielte. Nach seiner Rückkehr nach Schweden spielte er von 1981 bis 1983 je eine Spielzeit lang für Leksands IF in der Elitserien und den Mora IK in der mittlerweile zweitklassigen Division 1. Anschließend beendete er im Alter von 32 Jahren seine Karriere.    

### International
Für Schweden nahm Brasar an den Weltmeisterschaften 1974, 1975, 1976, 1977 und 1978 sowie 1976 am Canada Cup teil.  Bei Weltmeisterschaften gewann er mit seinem Land drei Bronzemedaillen sowie eine Silbermedaille.

## Erfolge und Auszeichnungen
- 1973 Schwedischer Meister mit Leksands IF
- 1974 Schwedischer Meister mit Leksands IF
- 1975 Schwedischer Meister mit Leksands IF
- 1977 Schwedisches All-Star Team
- 1977 Rinkens riddare

### International
- 1974 Bronzemedaille bei der Weltmeisterschaft
- 1975 Bronzemedaille bei der Weltmeisterschaft
- 1976 Bronzemedaille bei der Weltmeisterschaft
- 1977 Silbermedaille bei der Weltmeisterschaft